# Rhyncholacis hydrocichorium
Rhyncholacis hydrocichorium là một loài thực vật có hoa trong họ Podostemaceae. Loài này được Tul. miêu tả khoa học đầu tiên năm 1849.